# 예멘 무타와킬 왕국
예멘 무타와킬 왕국(아랍어: المملكة ‏المتوكلية اليمنية 알맘라카 알무타와킬리야 알야마니야[*]) 또는 간단히 예멘 왕국(아랍어: المملكة اليمنية)은 1918년부터 1962년까지 아라비아 반도 남부에 존재하던 군주국이다. 1918년부터 1948년 사이에는 사나, 그 이후에는 타이즈를 수도로 정하였다.

## 역사
예멘 빌라예트로서 오스만 제국의 통치를 받다가 제1차 세계 대전으로 오스만 제국이 패망하자 1918년 말 이맘 야흐야가 사나에 입성하여 독립을 선언하고 자신을 예멘 자이디 토후국의 수장으로 선포했다. 그는 대예멘주의 사상을 가지고 영국이 보호하던 남예멘의 아덴 보호령을 여러 차례 공격했다가 매번 영국군의 반격을 받고 패퇴했다.
이후 사우디에게 멸망한 인접한 소국 아시르 이드리스 토후국의 인사들이 예멘 왕국으로 망명하여 오면서 예멘 왕국과 사우디아라비아 간의 관계가 경색되었으며, 이는 끝내 1934년 3월 사우디-예멘 전쟁으로 이어졌다. 전쟁은 동년 6월 타이프 조약으로 국경이 획정되면서 끝났다.
1948년 라이벌 가문 알와지르 가문을 옹립하기 위한 알와지리 쿠데타가 일어나 이맘 야흐야가 살해되고 알와지르가 왕위에 올랐으나, 수 주 만에 이맘 야흐야의 아들인 아흐마드 빈 야흐야가 북예멘 부족들의 지지를 다시 규합하여 이를 진압하고 왕위를 되찾았다. 그의 통치 기간 중 1950년대에는 아랍 민족주의 열풍이 퍼지면서 국내 정치가 혼란해졌다.
1962년 이맘 아흐마드가 사망하여 아들 무함마드 알바드르가 왕위에 오른 직후, 동년 9월 26일 나세르의 영향을 받은 장교단의 쿠데타가 성공하여 군주제를 폐지하고 예멘 아랍 공화국을 선포했다. 소련은 쿠데타 직후인 9월 29일 공화국을 인정했다. 그러나 이맘은 사우디아라비아 국경 지대로 도피하여 북부의 자이디 부족의 지원으로 통제권을 되찾아 반격을 개시했다. 이에 따라 왕당파와 공화파 간에 내전이 일어났으며(북예멘 내전), 전쟁 기간 동안 이집트는 공화파를, 요르단, 사우디아라비아는 왕당파를 지원하였다. 왕당파는 사우디아라비아에 망명정부를 두고 게릴라 전술로 저항을 이어갔으나 끝내 주요 도시를 탈환하지 못하였고, 1970년 사우디와의 협정으로 전쟁은 공화파의 승리로 끝났다.

## 정치 제도
시아파의 일파인 자이디파의 이맘이 통치하는 세습 전제 군주제였다.

### 역대 군주
- 야히야 무함마드 하미드 에드-딘(Yahya Muhammad Hamid ed-Din) (1926-1948)
- 아흐마드 빈 야흐야(Ahmad bin Yahya) (1948-1962)
- 무함마드 알-바드르(Muhammad al-Badr) (1962-1970)

## 같이 보기
- 아랍 합중국
- 예멘 아랍 공화국